# Atypophthalmus (Atypophthalmus) hovamendicus makalaka
Atypophthalmus (Atypophthalmus) hovamendicus makalaka is een ondersoort van de tweevleugelige Atypophthalmus (Atypophthalmus) hovamendicus uit de familie steltmuggen (Limoniidae). De ondersoort komt voor in het Afrotropisch gebied.